# Lord Loveland Discovers America
Lord Loveland Discovers America è un film muto del 1916 diretto e interpretato da Arthur Maude. Tra gli altri interpreti, Constance Crawley, William A. Carroll, Charles Newton, William Frawley, George Clancey, Nell Franzen.
Prodotto dalla American Film Manufacturing Company, il film si basa sull'omonimo romanzo di Charles Norris Williamson e Alice Muriel Livingston Williamson pubblicato a New York nel 1910.

## Trama

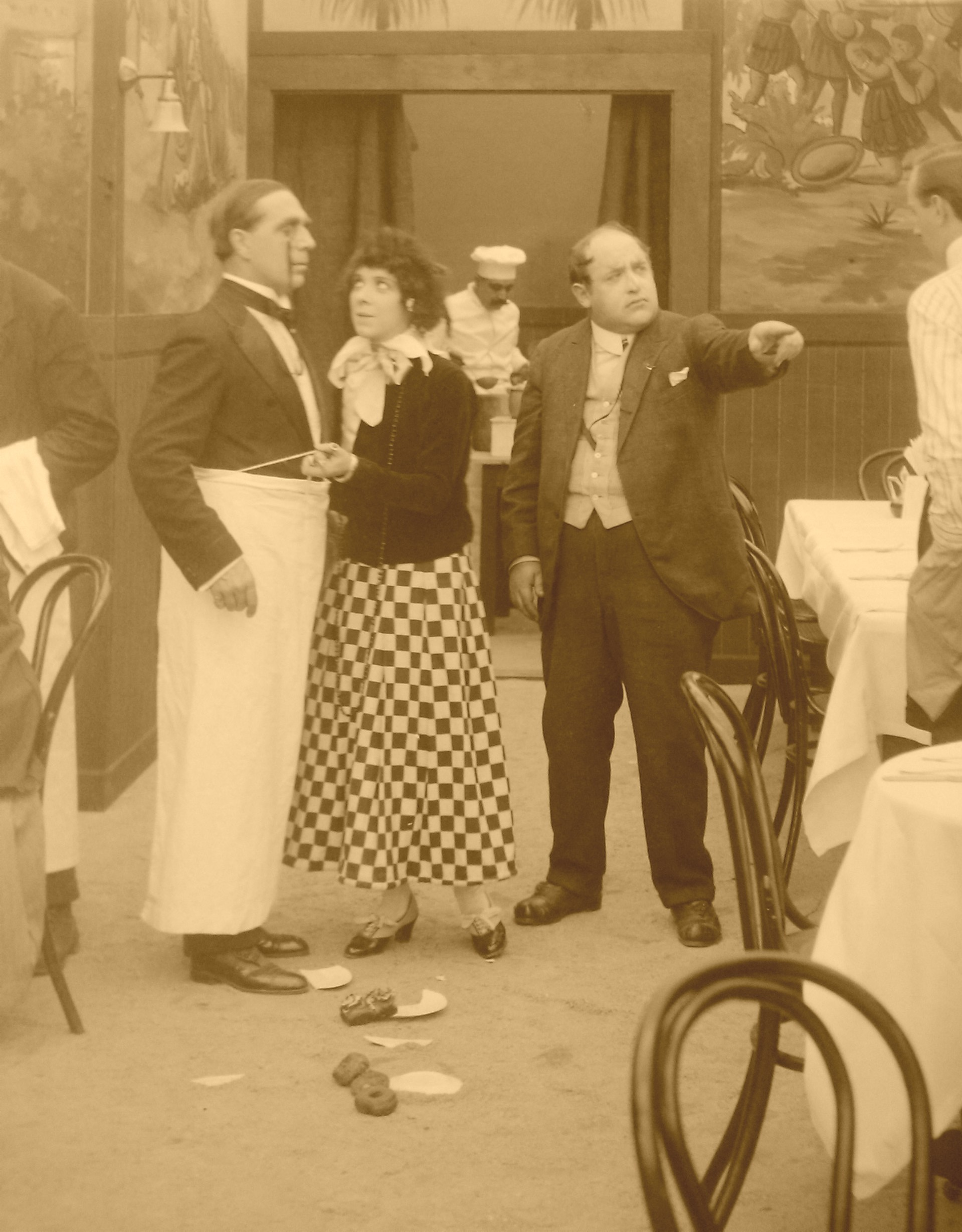
Arthur Maude, Nell Franzen e George Clancey

Inseguito dai creditori, lord Loveland lascia l'Inghilterra imbarcandosi alla volta degli Stati Uniti. Sulla nave, conosce Leslie Dearmer, una commediografa. Sbarcato in America, il nobile inglese vuole mettere in atto il suo progetto di sposare qualche ricca ereditiera conquistandola con il proprio altisonante titolo nobiliare. Ma, per il momento, visto che è rimasto senza un soldo, non gli rimane che sbarcare il lunario facendo il cameriere in un ristorante. Qui, rivede Leslie e i due rinnovano la loro reciproca conoscenza. Lei cerca di aiutarlo, ma poi i due perdono i contatti quando Loveland va a unirsi a una compagnia teatrale. Gli attori stanno per mettere in scena proprio un lavoro teatrale di Leslie, ma senza averne i diritti. Loveland, per fermarli, ricontatta la scrittrice che si dimostra molto lieta nel rivederlo, offrendogli un posto di lavoro come suo autista. Pur se sempre deciso a risolvere i suoi problemi finanziari con un matrimonio di interesse, Loveland finisce per innamorarsi del suo datore di lavoro. I suoi ultimi dubbi cadranno quando lei gli dirà di essere una ricca ereditiera: svanita ormai ogni riluttanza, i due convolano a giuste nozze.

## Produzione
Il film, prodotto dalla American Film Manufacturing Company, venne girato a Santa Barbara, in California.

## Distribuzione
Distribuito dalla Mutual, il film uscì nelle sale statunitensi il 27 gennaio 1916.
Non si conoscono copie ancora esistenti della pellicola che viene considerata presumibilmente perduta